# Scott O'Dell
Scott O'Dell (n. 23 mai 1898, Los Angeles, California, SUA – d. 15 octombrie 1989, Mount Kisco⁠(d), Westchester County, New York, SUA) a fost un scriitor american care a publicat 26 de romane pentru copii⁠(d), trei romane pentru adulți și patru cărți non-ficțiune. A scris în principal ficțiune istorică⁠(d), inclusiv mai multe romane pentru copii despre California și Mexicul istoric. 
Cea mai cunoscută operă a lui O'Dell este romanul istoric Insula delfinilor albaștri (1960), care a câștigat Medalia Newbery în 1961 și Premiul German pentru Literatura Juvenilă în 1963. De asemenea, a fost introdusă pe lista premiilor Lewis Carroll Shelf. A fost unul dintre finaliștii anuali ai Premiilor Newbery pentru alte trei cărți: The King's Fifth (1966), The Black Pearl (1967) și Sing Down the Moon (1970). A primit Medalia Universității din Mississippi de Sud în 1976 și Medalia Regina a Asociației Bibliotecilor Catolice în 1978. Pentru contribuția sa ca scriitor pentru copii, a primit premiul internațional bienal Hans Christian Andersen în 1972.

## Biografie
Scott O'Dell s-a născut pe 23 mai 1898 ca „O'Dell Gabriel Scott”, dar după ce numele său a fost publicat incorect într-o carte ca „Scott O'Dell”, a decis să-și păstreze numele. S-a născut în Terminal Island, Los Angeles, California. A urmat mai multe facultăți, inclusiv Occidental College în 1919, Universitatea din Wisconsin-Madison în 1920, Universitatea Stanford în 1921 și Universitatea Sapienza din Roma în 1925. În timpul celui de-al Doilea Război Mondial, a servit în Forțele Aeriene ale Armatei Statelor Unite. Înainte de a deveni scriitor cu normă întreagă, a fost angajat pe un post de cameraman, director tehnic, apoi ca editorialist de carte pentru Los Angeles Mirror și ca redactor de recenzii de carte pentru Los Angeles Daily News. A fost căsătorit de două ori cu Jane Dorsa Rattenbury și Elizabeth Hall.
În 1934, O'Dell a început să scrie articole, precum și cărți de ficțiune și non-ficțiune pentru adulți. La sfârșitul anilor 1950, a început să scrie cărți pentru copii. Prima sa carte pentru copii a fost Insula delfinilor albaștri (1960).
În 1984 a înființat Premiul Scott O'Dell pentru ficțiune istorică, un premiu de 5.000 de dolari acordat lucrărilor de ficțiune istorică. Cartea premiată trebuie să fie publicată în limba engleză de o editură americană și să aibă acțiunea plasată în Lumea Nouă (America de Nord, Centrală și de Sud). În 1986, Buletinul Centrului pentru Cărți pentru Copii i-a acordat lui O'Dell același premiu. 
Scott O'Dell a decedat pe 15 octombrie 1989, la vârsta de 91 de ani de cancer la prostată. Cenușa sa a fost împrăștiată în Oceanul Pacific, în largul orașului La Jolla.

## Adaptări cinematografice
Au existat mai multe adaptări cinematografice ale operei lui O'Dell. Insula delfinilor albaștri a fost tradusă în mai multe limbi și a fost adaptată pentru un film în 1964, cu Celia Kaye, Larry Domasin, Ann Daniel și George Kennedy în rolurile principale. În 1978, Saul Swimmer a produs și regizat o versiune cinematografică a filmului Perla Neagră cu Gilbert Roland și Mario Custodio. Al cincilea rege a servit drept inspirație pentru serialul de televiziune anime din 1982, Orașele misterioase de aur, o co-producție japonezo-franceză care a fost difuzată în mai multe țări.

## Lucrări publicate

### Cărți pentru copii traduse în limba română
1. Insula Delfinilor Albaștri. București: Editura Arthur.
2. Descântec pentru lună. București: Editura Arthur.

### Alte romane
- Woman of Spain (a Story of Old California), Houghton Mifflin 1934
- Hill of the Hawk (Novel of Early California), Houghton Mifflin 1/1947
  - latest edition: Kessinger Publishing 9/2010, ISBN: 978-1-163-37182-4
- The Sea is Red, Henry Holt and Company 1958
- Journey to Jericho, Houghton Mifflin 8/1964, ISBN: 978-0-395-19839-1
- The King's Fifth, Houghton Mifflin 9/1966, ISBN: 0-395-06963-7
- The Black Pearl, Houghton Mifflin 1/1967, ISBN: 0-395-06963-7
- Dark Canoe, illustrated by Milton Johnson, Houghton Mifflin 1/1968
  - latest edition: Sourcebooks Jabberwocky 9/2008, ISBN: 1-4022-1334-4
- Sing Down the Moon, Houghton Mifflin 9/1970, ISBN: 0-395-10919-1
- Treasure of Topo-El-Bampo, Houghton Mifflin 2/1972, ISBN: 0-395-12576-6
- Cruise of the Arctic Star, Houghton Mifflin 3/1973, ISBN: 0-395-16034-0
- The Child of Fire, Houghton Mifflin 9/1974, ISBN: 0-395-19496-2
- The Hawk That Dare Not Hunt by Day, Houghton Mifflin 9/1975,
- The 290, Houghton Mifflin 10/1976, ISBN: 0-395-24737-3
- Carlota, Houghton Mifflin 10/1977, ISBN: 0-395-25487-6
- Kathleen Please Come Home, Houghton Mifflin 5/1978, ISBN: 0-395-26453-7
- Daughter of Don Saturnino, Oxford University Press 3/1979, ISBN: 0-19-271429-5
- Sarah Bishop (They Took Away Her Home and Her Family), Houghton Mifflin 1/1980
  - latest edition: San Val 10/1999, ISBN: 0-8085-5778-5
- The Spanish Smile, Houghton Mifflin 10/1982, ISBN: 0-395-32867-5
- Castle in the Sea, Houghton Mifflin 10/1983, ISBN: 0-395-34831-5
- Alexandra, Houghton Mifflin 4/1984, ISBN: 0-395-35571-0
- The Road to Damietta, Houghton Mifflin 10/1985, ISBN: 0-395-38923-2
- Streams to River, River to the Sea (a Novel of Sacagawea), Houghton Mifflin 4/1986, ISBN: 0-395-40430-4
- The Serpent Never Sleeps (a Novel of Jamestown and Pocahontas), Houghton Mifflin 9/1987, ISBN: 978-0547561998
- Black Star, Bright Dawn, Houghton Mifflin 1/1988
  - latest edition: Graphia 3/2008, ISBN: 0-547-05319-3
- My Name Is Not Angelica, Houghton Mifflin 10/1989, ISBN: 0-395-51061-9
- Thunder Rolling in the Mountains, with Elizabeth Hall, Houghton Mifflin 4/1992, ISBN: 978-0-395-59966-2
- Venus Among the Fishes, with Elizabeth Hall, Houghton Mifflin 4/1995, ISBN: 978-0-395-70561-2
- Zia, Houghton Mifflin 3/1976, ISBN 0-395-24393-9
- The Captive, Houghton Mifflin 1/1979, ISBN 0-395-27811-2
- Feathered Serpent, Houghton Mifflin 10/1981, ISBN 0-395-30851-8
- The Amethyst Ring, Houghton Mifflin 4/1983, ISBN 0-395-33886-7
- omnibus Seven Serpents Trilogy, Sourcebooks Jabberwocky 3/2009, ISBN 1-4022-1836-2

### Nonficțiune
- Representative Photoplays Analyzed, Palmer Institute of Authorship 1/1924
- Country of the Sun (Southern California, an Informal Guide), Thomas Y. Crowell Co.⁠(d) 1/1957